# Record du monde du 5 000 mètres
Pour un article plus général, voir Records du monde d'athlétisme.
Les records du monde du 5 000 mètres sont actuellement détenus par l'Ougandais Joshua Cheptegei avec le temps de 12 min 35 s 36, établi le 14 août 2020 lors du meeting Herculis, à Monaco, et par la kenyane Beatrice Chebet, créditée de 13 min 58 s 06 le 5 juillet 2025 lors du meeting Ligue de diamant à Eugene, Oregon.
Le premier record du monde du 5 000 m homologué par World Athletics est celui du Finlandais Hannes Kolehmainen en 1912 avec le temps de 14 min 36 s 6. Le Suédois Gunder Hägg est le premier à descendre sous les quatorze minutes (en 1942), le Marocain Saïd Aouita le premier sous les treize minutes (en 1987).
En 1981, la Britannique Paula Fudge devient officiellement la première détentrice du record mondial féminin en 15 min 14 s 51, la Norvégienne Ingrid Kristiansen étant la première à réaliser un temps inférieur à quinze minutes (en 1984).
Les records du monde en salle du 5 000 m appartiennent à l'Éthiopien Kenenisa Bekele (12 min 49 s 60 le 20 février 2004 à Birmingham) et à sa compatriote Gudaf Tsegay (14 min 0 s 20 le 17 septembre 2023 à Eugene).

## Record du monde masculin

### Premiers records
Le premier record du monde masculin du 5 000 mètres homologué par l'IAAF est celui du Finlandais Hannes Kolehmainen avec son temps de 14 min 36 s 6 établi le 10 juin 1912 à Stockholm. Ce record est amélioré dix ans plus tard par son compatriote Paavo Nurmi : une première fois le 12 septembre 1922 à Stockholm, et une seconde fois le 19 juin 1924 à Helsinki.
Le 19 juin 1932, au terme d'un duel avec Volmari Iso-Hollo, l'autre Finlandais Lauri Lehtinen retranche près de onze secondes au record du monde de Paavo Nurmi en établissant la marque de 14 min 17 s 0 à Helsinki. Le 16 juin 1939, toujours à Helsinki, son compatriote Taisto Mäki, qui détiendra également le record du monde du 10 000 m, s'approprie celui du 5 000 m dans le temps de 14 min 8 s 8, améliorant de près de neuf secondes la performance de Taisto Mäki. 
Le 20 septembre 1942, le Suédois Gunder Hägg devient le premier athlète à descendre sous les quatorze minutes sur 5 000 m en parcourant la distance en 13 min 58 s 2 à Göteborg.

### D'Emil Zátopek à Volodymyr Kuts
| |  |  |
| Emil Zátopek (à gauche) s'approprie le record du monde du 5 000 m en 1954. Volodymyr Kuts (à droite) établit quatre records du monde de 1954 à 1957. |  |  |

Le record du monde de Gunder Hägg n'est battu que douze ans plus tard, le 30 mai 1954 à Paris, par le Tchécoslovaque Emil Zátopek, qui détiendra au cours de sa carrière de multiples records du monde dans les épreuves de course de fond, notamment ceux de l'heure et du 10 000 m, qui établit le temps de 13 min 57 s 2. 
Le 29 août 1954, à l'occasion de sa victoire aux championnats d'Europe de Berne, le Soviétique Volodymyr Kuts porte ce record à 13 min 56 s 6, performance améliorée de près de cinq secondes le 13 octobre 1954 par le Britannique Christopher Chataway qui parcourt la distance en 13 min 51 s 6 à Londres. Dix jours plus tard, le 23 octobre 1954 à Prague, Volodymyr Kuts s'attribue de nouveau le record mondial en 13 min 51 s 2. 
Le Hongrois Sándor Iharos, qui sera également détenteur des records du monde du 1 500 m et du 3 000 m, améliore celui du 5 000 m en établissant le temps de 13 min 50 s 8 le 10 septembre 1955 à Budapest. Volodymyr Kuts reprend le record le 18 septembre 1955 à Belgrade en 13 min 46 s 8, avant que Sándor Iharos ne le fixe à 13 min 40 s 6 le 23 septembre 1955 à Budapest. En un an à peine, le record de Gunder Hägg, qui tenait depuis 1942, a été amélioré de 17 secondes. 
Le 19 juin 1956, le Britannique Gordon Pirie devient le nouveau détenteur du record du monde avec le temps de 13 min 36 s 8, établi le 19 juin 1956 à Bergen. Volodymyr Kuts, qui a réalisé le doublé 5 000 m/10 000 m lors des Jeux olympiques de 1956, à Melbourne, établit le quatrième record du monde du 5 000 m de sa carrière, le 13 octobre 1957 à Rome, en 13 min 35 s 0.

### De Ron Clarke à Henry Rono
|                                                                                         |  |  |
| Ron Clarke et Henry Rono améliorent à plusieurs reprises le record du monde du 5 000 m. |  |  |

L'Australien Ron Clarke, qui détient depuis 1963 le record du monde 10 000 m, se distingue en 1965 en améliorant par trois fois celui du 5 000 m. Le 16 janvier, à Hobart sur une piste en herbe, il établit le temps de 13 min 34 s 8 et bat de 2/10e de seconde le record du monde de Volodymyr Kuts datant de 1957. Le 1er février, à Auckland, il porte son propre record à 13 min 33 s 6, puis l'améliore de près de huit secondes le 4 juin à Los Angeles en parcourant la distance en 13 min 25 s 8. Le 30 novembre 1965, à Auckland, le Kényan Kipchoge Keino s'empare du record mondial en 13 min 24 s 2, mais dès l'année suivante, le 5 juillet 1966 à Stockholm, Ron Clarke établit le quatrième record du monde du 5 000 m de sa carrière en 13 min 16 s 6, améliorant de plus de sept secondes le temps de Kip Keino.
Le 14 septembre 1972, le Finlandais Lasse Virén, qui a réalisé le doublé 5 000 m/10 000 m lors des Jeux olympiques de 1972 et qui détient le record du monde du 10 000 m, améliore de 2/10e de seconde le record mondial du 5 000 m de Ron Clarke en le portant à 13 min 16 s 4 à Helsinki. Mais moins d'une semaine plus tard, le 20 septembre 1972 au Stade du Heysel de Bruxelles, le Belge Emiel Puttemans retranche près de trois secondes au record de Lasse Virén en parcourant le distance en 13 min 13 s 0.
Le record d'Emiel Puttemans est battu par le Néo-Zélandais Dick Quax, auteur de 13 min 12 s 9 le 5 juillet 1977 à Stockholm, record amélioré de près de quatre secondes par le Kényan Henry Rono qui établit le temps de 13 min 8 s 4 le 8 avril 1978 à Berkeley en Californie. Durant une période de 81 jours, il enregistrera trois autres records du monde : sur 3 000 m,  sur 3 000 m steeple et sur 10 000 m.
Le 13 septembre 1981, Henry Rono devient officiellement le premier détenteur du record du monde du 5 000 m mesuré électroniquement, en réalisant le temps de 13 min 6 s 20 à Narvik en Norvège.

### Saïd Aouita sous les 13 minutes
Le 7 juillet 1982, lors des Bislett Games d'Oslo, le Britannique David Moorcroft améliore de près de six secondes le record du monde du Kényan en le portant à 13 min 0 s 41.
Le 22 juillet 1985, le Marocain Saïd Aouita améliore d'un centième de seconde le record du monde de David Moorcroft en réalisant 13 min 0 s 40 à Oslo au cours des Bislett Games. Le 27 juillet 1987, lors du Golden Gala de Rome, il devient le premier athlète à descendre sous les treize minutes sur 5 000 m en accomplissant le temps de 12 min 58 s 39, quelques jours avant son titre de champion du monde.

### De Haile Gebreselassie à Kenenisa Bekele
| |  |  |
| Haile Gebrselassie (à gauche) améliore à quatre reprises le record du monde. Kenenisa Bekele (à droite) détient le record du monde de 2004 à 2020. |  |  |

L'Éthiopien Haile Gebrselassie retranche plus d'une seconde au record du monde de Saïd Aouita, le 4 juin 1994, au cours du meeting Adriaan Paulen Memorial d'Hengelo aux Pays-Bas, en parcourant la distance en 12 min 56 s 96. 
Dépossédé de ce record par le Kényan Moses Kiptanui, qui réalise 12 min 55 s 30 le 6 juin 1995 à Rome, Haile Gebreselassie améliore de près de onze secondes le temps du Kényan, le 16 août 1995 lors du meeting de Zurich, en fixant la meilleure marque mondiale à 12 min 44 s 39. 
Le 13 août 1997, toujours à Zurich, Gebrselassie porte ce record à 12 min 41 s 86 avant que le Kényan Daniel Komen ne l'améliore de près de deux secondes, quelques jours plus tard le 22 août 1997 au cours du Memorial Van Damme de Bruxelles, en 12 min 39 s 74. Gebreselassie, qui battra également à plusieurs reprises le record du monde du 10 000 m, établit le quatrième record du monde de sa carrière sur 5 000 m en signant le temps de 12 min 39 s 36 le 13 juin 1998 à Helsinki.
Le 31 mai 2004, lors du meeting des FBK-Games, à Hengelo, l'Éthiopien Kenenisa Bekele améliore de près de deux secondes le record du monde de son compatriote Haile Gebreselassie en le portant à 12 min 37 s 35.

### Joshua Cheptegei depuis 2020
Le 14 août 2020 lors du Meeting Herculis de Monaco, l'Ougandais Joshua Cheptegei établit un nouveau record du monde en 12 min 35 s 36, améliorant de près de deux secondes l'ancienne meilleure marque mondiale détenue depuis 2004 par l'Éthiopien Kenenisa Bekele.

### Progression du record du monde
35 records du monde masculins du 5 000 m ont été homologués par l'IAAF.
| Chronométrage manuel       |                    |                   |           |
| 14 min 36 s 6              | Hannes Kolehmainen | 10 juillet 1912   | Stockholm |
| 14 min 35 s 4              | Paavo Nurmi        | 12 septembre 1922 | Stockholm |
| 14 min 28 s 2              | Paavo Nurmi        | 19 juin 1924      | Helsinki  |
| 14 min 17 s 0              | Lauri Lehtinen     | 19 juin 1932      | Helsinki  |
| 14 min 08 s 8              | Taisto Mäki        | 16 juin 1939      | Helsinki  |
| 13 min 58 s 2              | Gunder Hägg        | 20 septembre 1942 | Göteborg  |
| 13 min 57 s 2              | Emil Zátopek       | 30 mai 1954       | Paris     |
| 13 min 56 s 6              | Vladimir Kuts      | 29 août 1954      | Berne     |
| 13 min 51 s 6              | Chris Chataway     | 13 octobre 1954   | Londres   |
| 13 min 51 s 2              | Vladimir Kuts      | 23 octobre 1954   | Prague    |
| 13 min 50 s 8              | Sándor Iharos      | 10 septembre 1955 | Budapest  |
| 13 min 46 s 8              | Vladimir Kuts      | 18 septembre 1955 | Belgrade  |
| 13 min 40 s 6              | Sándor Iharos      | 23 septembre 1955 | Budapest  |
| 13 min 36 s 8              | Gordon Pirie       | 19 juin 1956      | Bergen    |
| 13 min 35 s 0              | Vladimir Kuts      | 13 octobre 1957   | Rome      |
| 13 min 34 s 8              | Ron Clarke         | 16 janvier 1965   | Hobart    |
| 13 min 33 s 6              | Ron Clarke         | 1er février 1965  | Auckland  |
| 13 min 25 s 8              | Ron Clarke         | 4 juin 1965       | Compton   |
| 13 min 24 s 2              | Kipchoge Keino     | 30 novembre 1965  | Auckland  |
| 13 min 16 s 6              | Ron Clarke         | 5 juillet 1966    | Stockholm |
| 13 min 16 s 4              | Lasse Virén        | 14 septembre 1972 | Helsinki  |
| 13 min 13 s 0              | Emiel Puttemans    | 20 septembre 1972 | Bruxelles |
| 13 min 12 s 9              | Dick Quax          | 5 juillet 1977    | Stockholm |
| 13 min 08 s 4              | Henry Rono         | 8 avril 1978      | Berkeley  |
| Chronométrage électronique |                    |                   |           |
| 13 min 6 s 20              | Henry Rono         | 13 septembre 1981 | Narvik    |
| 13 min 00 s 41             | David Moorcroft    | 7 juillet 1982    | Oslo      |
| 13 min 00 s 40             | Saïd Aouita        | 22 juillet 1985   | Oslo      |
| 12 min 58 s 39             | Saïd Aouita        | 27 juillet 1987   | Rome      |
| 12 min 56 s 96             | Haile Gebrselassie | 4 juin 1994       | Hengelo   |
| 12 min 55 s 30             | Moses Kiptanui     | 6 juin 1995       | Rome      |
| 12 min 44 s 39             | Haile Gebrselassie | 16 août 1995      | Zurich    |
| 12 min 41 s 86             | Haile Gebrselassie | 13 août 1997      | Zurich    |
| 12 min 39 s 74             | Daniel Komen       | 22 août 1997      | Bruxelles |
| 12 min 39 s 36             | Haile Gebrselassie | 13 juin 1998      | Helsinki  |
| 12 min 37 s 35             | Kenenisa Bekele    | 31 mai 2004       | Hengelo   |
| 12 min 35 s 36             | Joshua Cheptegei   | 14 août 2020      | Monaco    |

## Record du monde féminin

### Historique

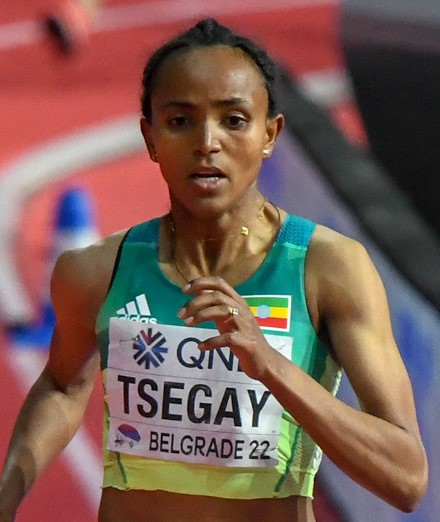
Gudaf Tsegay, détentrice du record du monde féminin du 5000 m.

La performance de 15 min 14 s 51 établie le 13 septembre 1981 par la Britannique Paula Fudge constitue le premier record du monde féminin du 5 000 m homologué par l'IAAF. 
En 1982, le record du monde est porté à 15 min 13 s 22 par la Néo-Zélandaise Anne Audain, le 17 mars à Auckland, puis à 15 min 8 s 26 par l'Américaine Mary Decker-Slaney le 5 juillet à Eugene. 
Le 28 juin 1984, à Oslo, la Norvégienne Ingrid Kristiansen améliore de près de dix secondes le record du monde de Mary Decker-Slaney et devient à cette occasion la première athlète féminine à couvrir un 5 000 m en moins de quinze minutes, en signant le temps de 14 min 58 s 89. Ce record est amélioré de près de dix secondes le 26 août 1985 à Londres par la Britannique Zola Budd en 14 min 48 s 07, avant qu'Ingrid Kristiansen ne reprenne son bien en établissant le temps de 14 min 37 s 33 le 5 août 1986 à Stockholm. 
Le 22 juillet 1995, à Hechtel-Eksel, la Portugaise Fernanda Ribeiro améliore de près d'une seconde le record du monde d'Ingrid Kristiansen en 14 min 36 s 45. Ce record est battu à deux reprises en 1997 à Shanghai par deux Chinoises : Dong Yanmei le 21 octobre en 14 min 31 s 27, puis Jiang Bo le 23 octobre en 14 min 28 s 09.
La Turque Elvan Abeylegesse devient la nouvelle détentrice du record du monde du 5 000 m le 11 juin 2004 à Bergen en parcourant la distance en 14 min 24 s 68. 
Ce record est amélioré à deux reprises par l'Éthiopienne Meseret Defar : une première fois le 3 juin 2006 à New York en 14 min 23 s 53, et une seconde fois le 15 juin 2007 à Oslo en 14 min 16 s 63.
Le 6 juin 2008, lors des Bislett Games, à Oslo, l'Éthiopienne Tirunesh Dibaba améliore de plus de quatre secondes le record du monde de sa compatriote Meseret Defar en le portant à 14 min 11 s 15.
Le 7 octobre 2020, lors du meeting de Valence en Espagne, l'Éthiopienne Letesenbet Gidey améliore de près de cinq secondes le record du monde de sa compatriote Tirunesh Dibaba en parcourant la distance en 14 min 6 s 62.
Le 9 juin 2023 lors du Meeting de Paris, La Kényane Faith Kipyegon, qui s'était appropriée le record du monde du 1 500 mètres une semaine plus tôt, établit un nouveau record du monde du 5 000 mètres en 14 min 5 s 20, abaissant de près d'une seconde le temps de Letesenbet Gidey qui termine deuxième de la course.
Le 17 septembre 2023 lors du Meeting d'Eugene, l'Éthiopienne Gudaf Tsegay retranche plus de 5 secondes au précédent record du monde avec un chrono de 14 min 0 s 21, proche de passer la frontière symbolique des 14 minutes.
La Kényane Beatrice Chebet devient la première femme à passer sous les 14 minutes, en améliorant le record du monde en 13 min 58 s 6 lors du Meeting d'Eugene de la Ligue de diamant, le 5 juillet 2025.

### Progression
16 records du monde féminins du 5 000 m ont été homologués par l'IAAF.
| Temps          | Athlète            | Date              | Lieu      |
| -------------- | ------------------ | ----------------- | --------- |
| 15 min 14 s 51 | Paula Fudge        | 13 septembre 1981 | Knarvik   |
| 15 min 13 s 22 | Anne Audain        | 17 mars 1982      | Auckland  |
| 15 min 08 s 26 | Mary Decker-Slaney | 5 juillet 1982    | Eugene    |
| 14 min 58 s 89 | Ingrid Kristiansen | 28 juin 1984      | Oslo      |
| 14 min 48 s 07 | Zola Budd          | 26 août 1985      | Londres   |
| 14 min 37 s 33 | Ingrid Kristiansen | 5 août 1986       | Stockholm |
| 14 min 36 s 45 | Fernanda Ribeiro   | 22 juillet 1995   | Hechtel   |
| 14 min 31 s 27 | Dong Yanmei        | 21 octobre 1997   | Shanghai  |
| 14 min 28 s 09 | Jiang Bo           | 23 octobre 1997   | Shanghai  |
| 14 min 24 s 68 | Elvan Abeylegesse  | 11 juin 2004      | Bergen    |
| 14 min 24 s 53 | Meseret Defar      | 3 juin 2006       | New York  |
| 14 min 16 s 63 | Meseret Defar      | 15 juin 2007      | Oslo      |
| 14 min 11 s 15 | Tirunesh Dibaba    | 6 juin 2008       | Oslo      |
| 14 min 06 s 62 | Letesenbet Gidey   | 7 octobre 2020    | Valence   |
| 14 min 5 s 20  | Faith Kipyegon     | 9 juin 2023       | Paris     |
| 14 min 0 s 21  | Gudaf Tsegay       | 17 septembre 2023 | Eugene    |
| 13 min 58 s 06 | Beatrice Chebet    | 5 juillet 2025    | Eugene    |

## Records du monde sur piste courte
À partir du 1er janvier 2024, World Athletics introduit le nouveau terme « piste courte » (« short track » en anglais) en remplacement du terme « en salle » (« indoor ») pour décrire les compétitions et les performances dont les courses se déroulent sur une piste de 200 m, traditionnellement dans une salle mais également en extérieur.

### Hommes

#### Historique

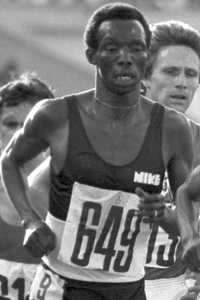
Suleiman Nyambui, premier détenteur du record du monde en salle.

Le temps de 13 min 20 s 4 établi le 6 février 1981 lors des Millrose Games à New York par le Tanzanien Suleiman Nyambui constitue le premier record du monde en salle du 5 000 m homologué par l'IAAF.
L’Éthiopien Haile Gebrselassie porte le record du monde à 13 min 10 s 98 le 27 janvier 1996 à Sindelfingen puis devient le premier athlète  à descendre sous les 13 minutes en salle en réalisant 12 min 59 s 04 le 20 février 1997 à Stockholm.
Le 19 février 1998, quelques jours après avoir battu le record du monde du 3 000 mètres en salle, le Kényan Daniel Komen améliore de près de 8 secondes celui du 5 000 m en parcourant la distance en 12 min 51 s 48. Un an plus tard, le 14 février 1999 à Birmingham, Haile Gebrselassie reprend son bien en portant le record mondial à 12 min 50 s 38.
Le 20 février 2004, lors du meeting en salle de Birmingham, l’Éthiopien Kenenisa Bekele établit à vingt-et-un an seulement le premier record du monde de sa carrière en réalisant 12 min 49 s 60 sur 5 000 m.

#### Progression
7 records du monde en salle masculins du 5 000 m ont été homologués par World Athletics.
| Temps          | Athlète            | Date            | Lieu         |
| -------------- | ------------------ | --------------- | ------------ |
| 13 min 20 s 4  | Suleiman Nyambui   | 6 février 1981  | New York     |
| 13 min 10 s 98 | Haile Gebrselassie | 27 janvier 1996 | Sindelfingen |
| 12 min 59 s 04 | Haile Gebrselassie | 20 février 1997 | Stockholm    |
| 12 min 51 s 48 | Daniel Komen       | 19 février 1998 | Stockholm    |
| 12 min 50 s 38 | Haile Gebrselassie | 14 février 1999 | Birmingham   |
| 12 min 49 s 60 | Kenenisa Bekele    | 20 février 2004 | Birmingham   |
| 12 min 44 s 09 | Grant Fisher       | 14 février 2025 | Boston       |

### Femmes

#### Historique

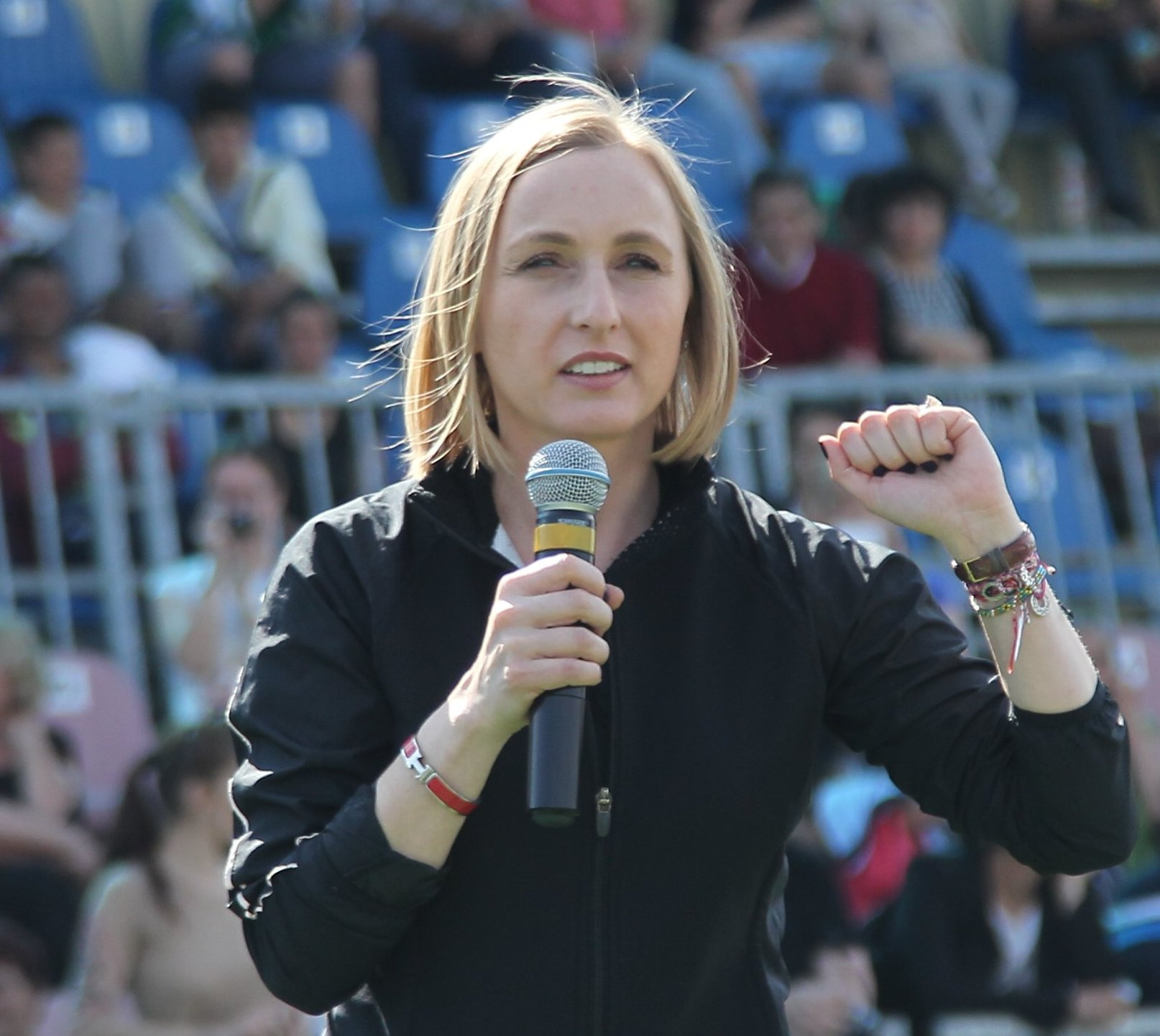
Gabriela Szabó.

La marque de 15 min 34 s 5 établie le 20 février 1981 à Blacksburg par l'Américaine Margaret Groos constitue le premier record du monde en salle du 5 000 m homologué par l'IAAF. Ce record est porté à 15 min 17 s 28 le 26 janvier 1991 Boston par l'Irlandaise Sonia O'Sullivan, à 15 min 13 s 72 le 10 février 1991 à Stuttgart par l'Allemande Uta Pippig, et à 15 min 3 s 17 le 22 février 1992 à Birmingham par la Britannique Liz McColgan.
Le 13 février 1999 à Dortmund, la Roumaine Gabriela Szabó devient la première athlète à couvrir un 5 000 m en salle en moins de 15 minutes (14 min 47 s 35).
Le 31 janvier 2004 à Stuttgart lors du meeting de la Sparkassen-Cup, l'Ethiopienne Berhane Adere abaisse de près de 8 secondes le record du monde en établissant le temps de 14 min 39 s 29. Sa compatriote Tirunesh Dibaba porte le record mondial à 14 min 32 s 93 le 29 janvier 2005 au cours des Boston Indoor Games à Boston, puis à 14 min 27 s 42 le  27 janvier 2007, toujours à Boston.
Le 18 février 2009 à Stockholm lors du GE-Galan, Meseret Defar établit le temps de 14 min 24 s 37 et améliore de près de trois secondes le temps de Tirunesh Dibaba. 
Le 19 février 2015, à Stockholm, l'Ethiopienne Genzebe Dibaba bat le record du monde en salle du 5 000 m, en parcourant la distance en 14 min 18 s 86.

#### Progression
10 records du monde en salle féminins du 5 000 m ont été homologués par World Athletics.
| Temps          | Athlète          | Date            | Lieu       |
| -------------- | ---------------- | --------------- | ---------- |
| 15 min 34 s 5  | Margaret Groos   | 20 février 1981 | Blacksburg |
| 15 min 17 s 28 | Sonia O'Sullivan | 26 janvier 1991 | Boston     |
| 15 min 13 s 72 | Uta Pippig       | 10 février 1991 | Stuttgart  |
| 15 min 3 s 17  | Liz McColgan     | 22 février 1992 | Birmingham |
| 14 min 47 s 35 | Gabriela Szabó   | 13 février 1999 | Dortmund   |
| 14 min 39 s 29 | Berhane Adere    | 31 janvier 2004 | Stuttgart  |
| 14 min 32 s 93 | Tirunesh Dibaba  | 29 janvier 2005 | Boston     |
| 14 min 27 s 42 | Tirunesh Dibaba  | 27 janvier 2007 | Boston     |
| 14 min 24 s 37 | Meseret Defar    | 18 février 2009 | Stockholm  |
| 14 min 18 s 86 | Genzebe Dibaba   | 19 février 2015 | Stockholm  |

## Autres catégories d'âge

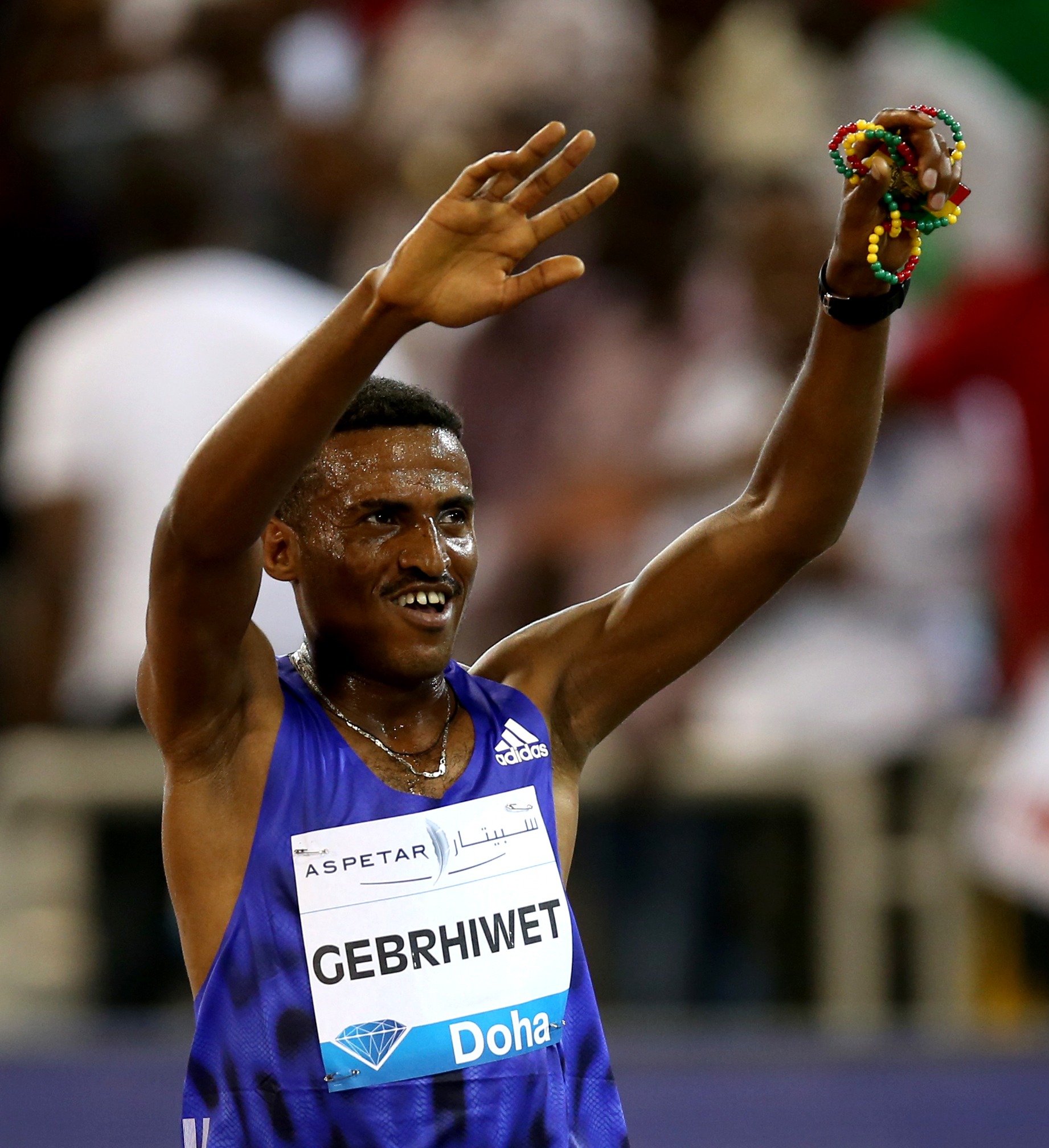
Hagos Gebrhiwet détient le record du monde junior du 5000 m en.

Les records du monde juniors du 5 000 m sont actuellement détenus par l'Éthiopien Hagos Gebrhiwet, auteur de 12 min 47 s 53 le 6 juillet 2012 à Saint-Denis lors du Meeting Areva, et par sa compatriote Tirunesh Dibaba, créditée de 14 min 30 s 88 le 11 juin 2004 à Bergen. Les records du monde juniors en salle sont détenus par le Kényan Isaiah Koech en 12 min 53 s 29 (2011) et par Tirunesh Dibaba en 14 min 53 s 99 (2004).
| Record                          | Athlète         | Temps          | Date            | Lieu        |
| ------------------------------- | --------------- | -------------- | --------------- | ----------- |
| Record du monde junior          | Hagos Gebrhiwet | 12 min 47 s 53 | 6 juillet 2012  | Saint-Denis |
| Record du monde junior en salle | Isaiah Koech    | 12 min 53 s 29 | 11 février 2011 | Düsseldorf  |

| Record                          | Athlète         | Temps          | Date            | Lieu   |
| ------------------------------- | --------------- | -------------- | --------------- | ------ |
| Record du monde junior          | Tirunesh Dibaba | 14 min 30 s 88 | 11 juin 2004    | Bergen |
| Record du monde junior en salle | Tirunesh Dibaba | 14 min 53 s 99 | 31 janvier 2004 | Boston |